# Dinan
Dinan is een stad en gemeente in het Franse departement Côtes-d'Armor. De gemeente telde 14.966 inwoners op 1 januari 2022. Dinan ligt op circa 31 km van Saint-Malo. Het is de onderprefectuur van het arrondissement Dinan.

## Geografie
De oppervlakte van Dinan bedroeg op 1 januari 2022 8,7 vierkante kilometer; de bevolkingsdichtheid was toen 1.720,2 inwoners per km².
De stad ligt op een plateau boven de rivier de Rance en zeer dicht bij het begin van de steeds breder wordende riviermond van de Rance. Als men uit Saint-Malo komt, rijdt men over het viaduct dat het dal van de Rance overspant, dat een hoogte heeft van 40 meter en met een lengte van 250 meter. Men moet echter om naar het centrum te komen, een behoorlijke omweg maken (via de zuidkant) langs de straten Général-de-Gaulle en het kasteel. Ook worden er boottochten van Saint-Malo naar Dinan gemaakt.
In de gemeente ligt spoorwegstation Dinan.
De onderstaande kaart toont de ligging van Dinan met de belangrijkste infrastructuur en aangrenzende gemeenten.

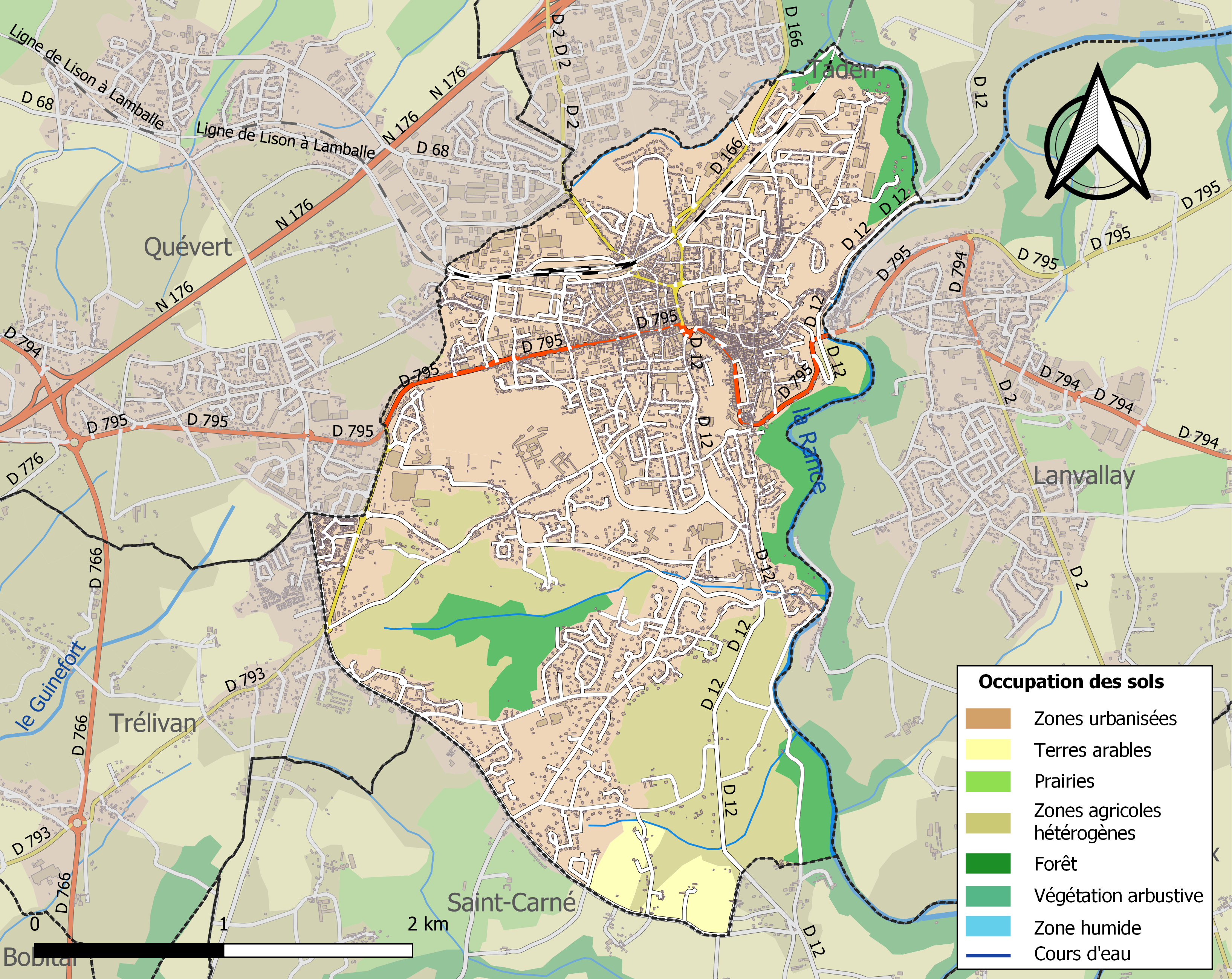

## Geschiedenis
De plaats van het huidige Dinan was al bewoond in de oudheid. De geschiedenis van de stad is bekend vanaf de 11e eeuw. Dinan was toen een kleine marktstad met een parochiekerk, Saint-Malo en met een benedictijner klooster, de priorij Madeleine-du-Pont. Vanuit de stad werd handel gevoerd met Vlaanderen en Engeland. Ook werd er tol geheven op het vrachtverkeer dat de Rance wilde op- of afvaren. De stadsbevolking groeide en in het begin van de 12e eeuw kwam er een tweede parochiekerk, de Saint-Sauveur.
In 1264 kwam de stad onder de hertogen van Bretagne ten koste van de lokale heren van Dinan. In de 13e eeuw lieten zij de stadswallen oprichten. Deze hadden een lengte van meer dan 3 km en telden 4 poorten. Tijdens de Bretonse opvolgingsoorlog in 1357 werd de stad met succes verdedigd tegen de Engelse troepen door Bertrand du Guesclin. In 1364 nam hertog Jan IV van Bretagne de macht over. In de 15e eeuw kwam Dinan samen met de andere Bretonse steden bij Frankrijk. De stadsomwalling was in de 14e eeuw versterkt met een donjon en in 15e eeuw werd ze aangepast aan de nieuwe krijgstechnieken. Vanaf de 17e eeuw begonnen de versterkingen minder belangrijk te worden en werden ze slecht onderhouden. Tijdens de contrareformatie kwamen er nieuwe kloosters in de stad: ursulinen, kapucijnen, dominicanen en benedictijnen.
Vanaf 1781 begon de ontmanteling van de stadsmuren. Na de Franse Revolutie kwamen er werkplaatsen in de in beslag genomen kloosters. De traditionele textielproductie werd geïndustrialiseerd. In 1879 werd de stad aangesloten op het spoorwegnetwerk. Aan het einde van de 19e eeuw werd de dienstensector belangrijker en begon ook het toerisme zich te ontwikkelen. De stad profiteerde ook van de daar gelegerde garnizoenen.
In 1907 richtte een brand veel schade aan in de stad. In augustus 1944 werd de stad gebombardeerd; na de oorlog werd het oude centrum gerestaureerd en breidde de stad zich verder uit naar het noordoosten. Op 1 januari 2018 werd de gemeente Léhon  toegevoegd aan de gemeente Dinan, die daardoor het statuut van ‘commune nouvelle’ kreeg.

## Demografie
Onderstaande figuur toont het verloop van het inwonertal (bron: INSEE-tellingen).

## Stadsbeeld en bezienswaardigheden
Het oude centrum van de stad is omgeven door een middeleeuwse stadsmuur met poorten. Vanuit de Rue du Château heeft men (langs een weg van alleen maar trappen) toegang tot de Porte du Guichot uit de 13e eeuw, in het midden van een stuk stadsmuur dat de Tour de Coëtquen (14e eeuw) en het kasteel (14e en 15e eeuw) met elkaar verbindt. Nabij de Porte Saint-Louis ligt het kasteel met een 34 meter hoge donjon van Anne de Bretagne, waarin een klein museum is ondergebracht. Het kasteel is in 1981 gerestaureerd. De Rue du Château leidt naar de Place Duguesclin met een gedenkteken van Bertrand du Guesclin (1320-1380) in het verlengde, waarvan naar het noorden de Place du Champ ligt. Op dit plein won du Guesclin een duel tegen Thomas van Canterbury (een Engelse ridder). De Engelsen zagen af van een belegering van Dinan in 1359.
Langs de Rue de la Ferronerie en de vandaar naar rechts afbuigende Rue de la Chaux, komt men in het oude stadscentrum van Dinan, de zogeheten "Vieille Ville". In het centrum zijn nog veel vakwerkhuizen uit de 15e en de 16e eeuw te vinden. Aan de Rue de l'Horloge staan de Tour de l'Horloge uit de 15e eeuw en het Hôtel de Kératry (1559), waar zich het Office de Tourisme bevindt. Het belfort dateert uit de 15e eeuw en is 60 meter hoog.
De basiliek Saint-Sauveur dateert oorspronkelijk uit de 12e eeuw, maar door latere verbouwingen heeft de kerk nu zowel romaanse als flamboyant gotische gedeelten uit de 15e en de 16e eeuw. Het portaal aan de westgevel is romaans en heeft gebeeldhouwde kapitelen. In het rechterdwarsschip bevindt zich een cenotaaf, waarin het hart van Bertrand du Guesclin wordt bewaard. De kerk Saint-Sauveur wordt aan de oostzijde begrensd door de Jardin Anglais (voormalig kerkhof van Saint-Sauveur), van waaruit men een panoramisch zicht heeft op het dal van de Rance en het al genoemde viaduct, evenals de gotische brug, wat verder naar beneden. Deze brug werd na 1944 opnieuw gebouwd.
De kerk Saint-Malo werd gebouwd van de 15e tot de 19e eeuw. Het gebouw is overwegend in flamboyante gotiek opgetrokken, met enkele renaissance-elementen.
Het voormalige franciscanenklooster (Ancien couvent des cordeliers) heeft een bezienswaardige kloostergang uit de 15e eeuw.

### Afbeeldingen

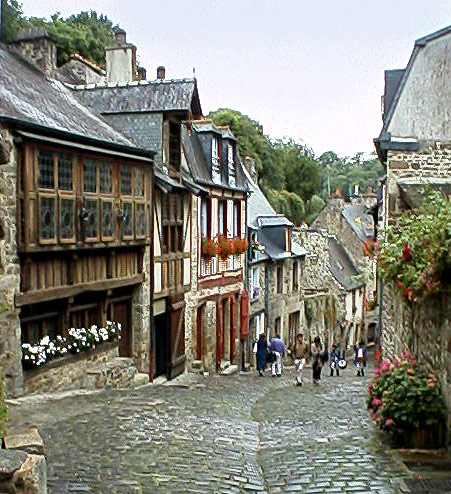
Straat in de oude stad van Dinan
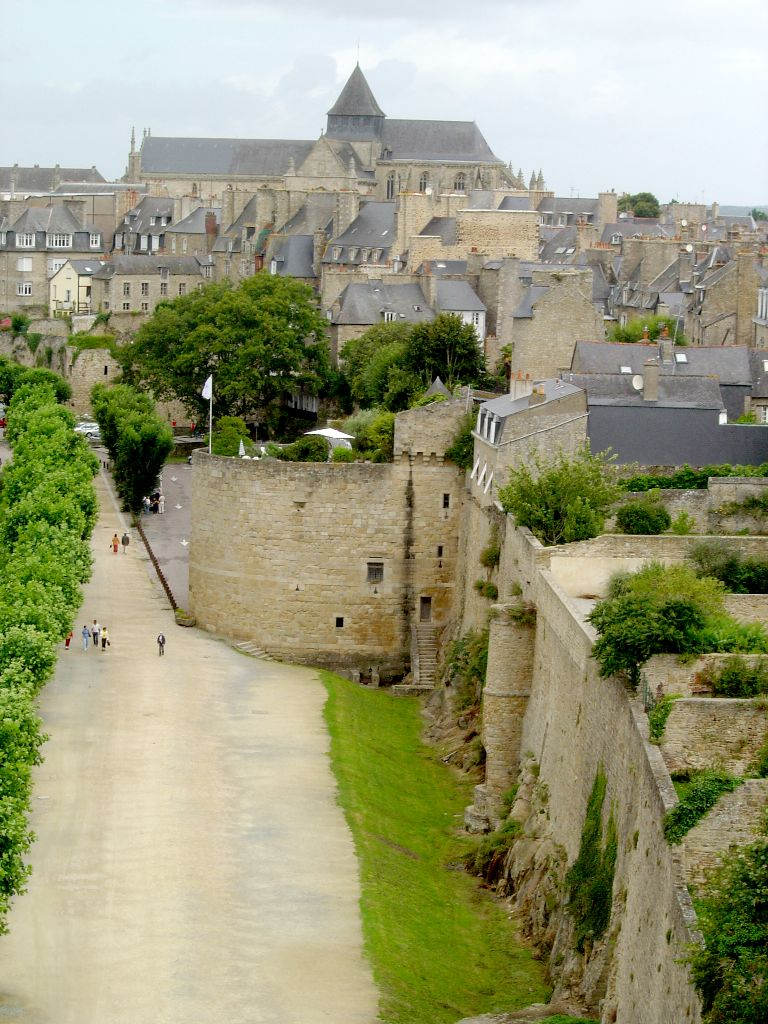
Dinan met zijn stadswallen
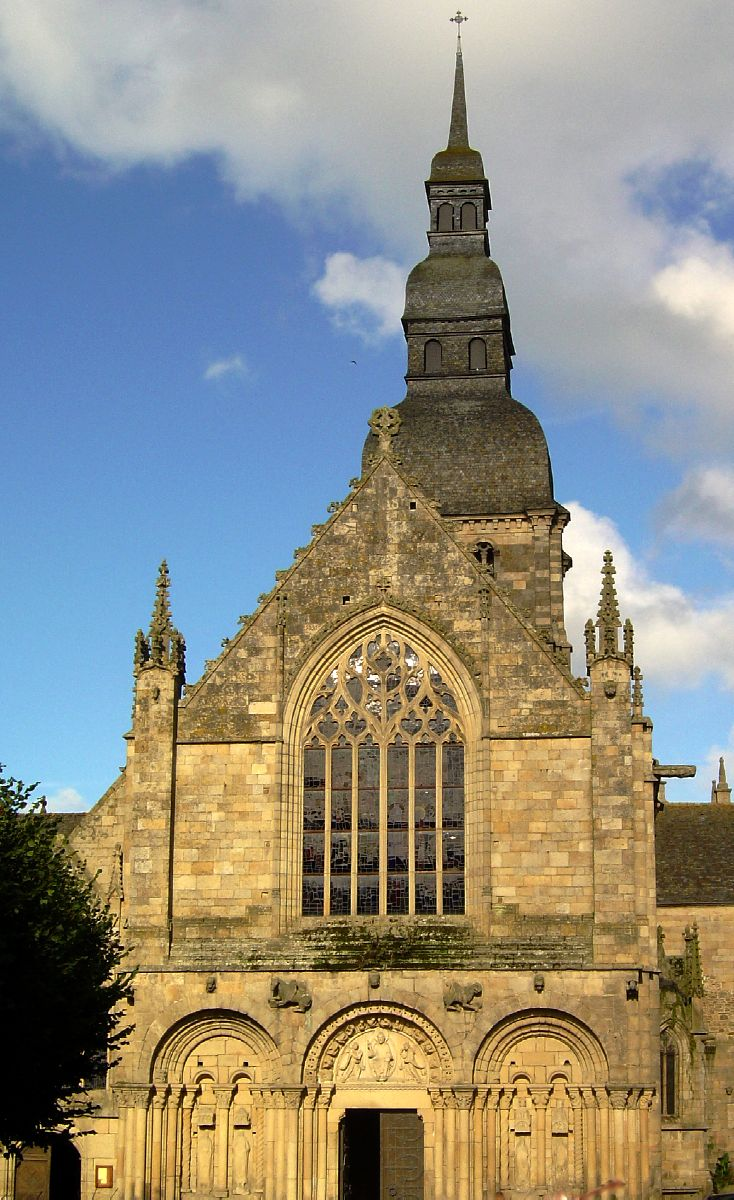
Basiliek Saint-Sauveur
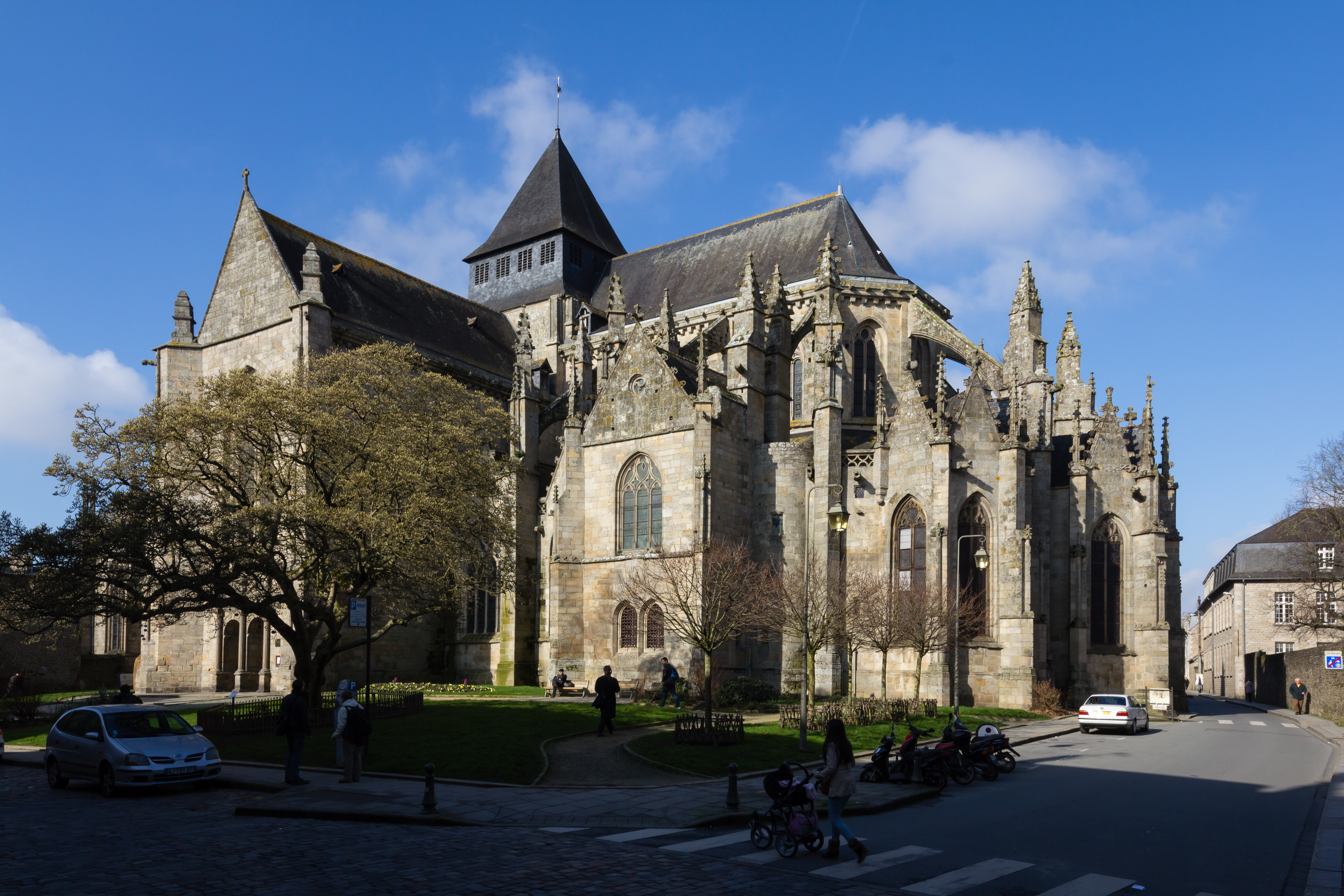
Kerk Saint-Malo
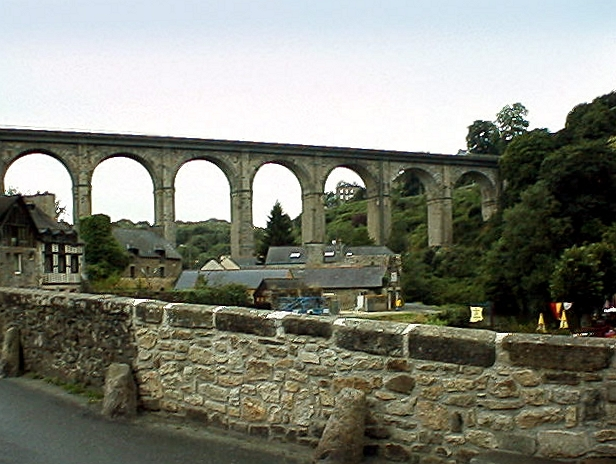
Het viaduct bij Dinan
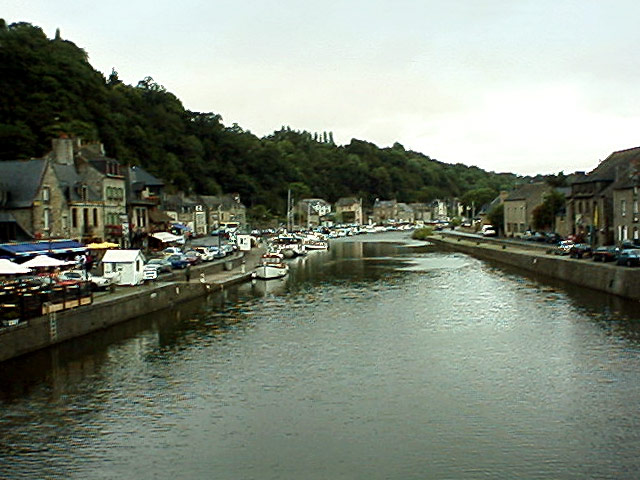
Dinan aan de rivier de Rance

## Geboren
- Paul Sédir (1871-1926), publicist, mysticus, kabbalist, rozenkruiser en martinist
- Edwige Pitel (1967), wielrenster, duatlete en veldloopster
- Xavier Jan (2 juni 1970), wielrenner
- Benoît Salmon (9 mei 1974), wielrenner
- Arnaud Gérard (6 oktober 1984), wielrenner